# Аутербридж, Пол
Пол Аутербридж (англ.  Paul Outerbridge, 15 августа 1896, Нью-Йорк — 17 октября 1958, Лагуна-Бич, Калифорния) — американский фотограф, известный своим ранним использованием и опытом в цветной фотографии.

## Биография
В юности подрабатывал книжной иллюстрацией и сценографией. Фотографировать начал в армии, куда был мобилизован в 1917 году. С 1921 года учился фотоискусству в Колумбийском университете у Кларенса Уайта. Испытал влияние Пола Стренда. Его снимки появились в модных журналах Vanity Fair, Vogue, Harper's Bazaar. Сблизился с Альфредом Стиглицем. Занимался скульптурой в мастерской А. Архипенко. В 1925 году Королевское фотографическое общество Великобритании предложило устроить Аутербриджу персональную выставку в Лондоне. Оттуда он переехал в Париж, где познакомился и подружился с Маном Рэем, Марселем Дюшаном, Беренис Эббот, Эдвардом Стейхеном. Познакомился с Пикассо, Бранкузи, Пикабиа, Стравинским. Работал на французский Vogue. В 1929 году двенадцать фотографий Аутербриджа были показаны на германской выставке Фильм и Фото (ФиФо).
Вернувшись в Нью-Йорк в 1929 году, открыл собственную студию, начал пропагандировать цветную фотографию в Американском фотожурнале. В 1937 году фотографии Аутербриджа были включены в экспозицию МОМ. В 1940 году опубликовал книгу Photographing in Color, оказавшую решающее воздействие на становление цветной фотографии.
Цветные фотографии обнаженной натуры и фетишистские мотивы работ Аутербриджа (а фотография для него была неотъемлема от фетишизма) вызывали в Нью-Йорке скандал. Фотограф перебрался в Голливуд (1943), а затем в Лагуна-Бич, где открыл маленькую студию фотопортрета. Путешествовал, вел колонку в Американском фотожурнале.
В 1945 году он женился на модельере Лоис Вейр и работал в их совместном модном бизнесе Lois-Paul Originals.
Умер 17 октября 1958 от рака легких . Через год после смерти Аутербриджа Смитсоновский институт открыл его большую персональную выставку.